# Craig Lowndes
Craig Lowndes (ur. 21 czerwca 1974 w Melbourne) – australijski kierowca wyścigowy startujący w wyścigach Supercars. Mistrz tej serii w latach 1996, 1998 oraz 1999 oraz siedmiokrotny zwycięzca prestiżowego wyścigu Bathurst 1000 rozgrywanego w ramach tej serii.

## Życiorys

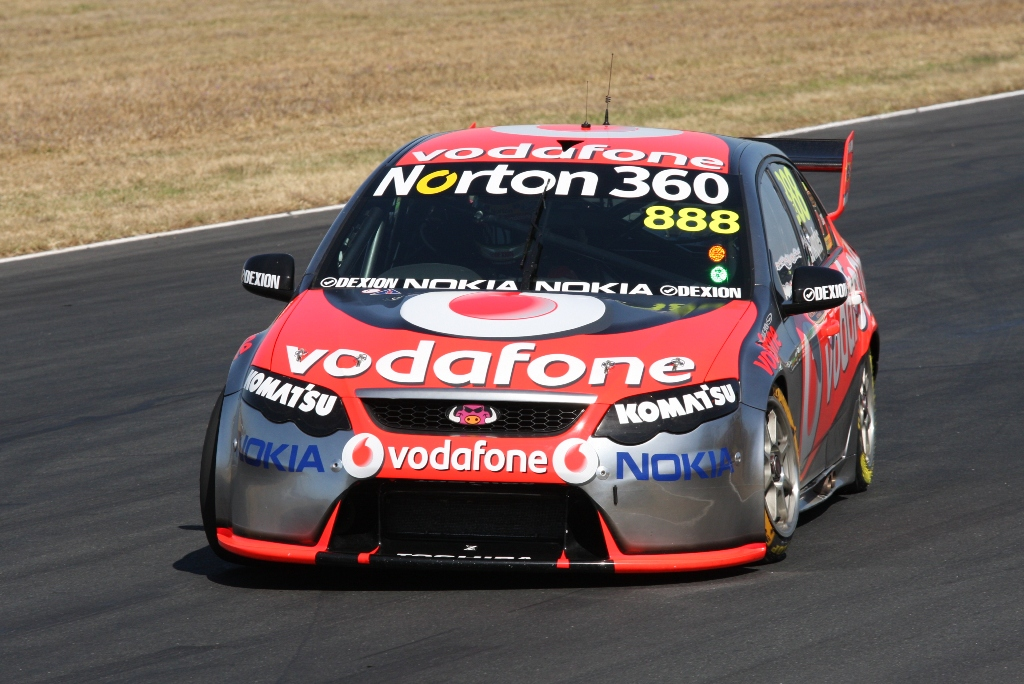
Craig Lowndes na torze Queensland Raceway (2009)

Lowndes rozpoczął ściganie od kartingu w wieku 9 lat. W 1991 rozpoczął starty w australijskiej Formule Ford, w której zdobył tytuł mistrzowski w 1993 roku. W kolejnym sezonie wystartował w Formule Brabham, w której pokazał się z bardzo dobrej strony mimo dysponowania słabszym pojazdem od konkurentów.
W 1994 roku został również kierowcą testowym zespołu Holden Racing Team. Pozwoliło mu to na start w kończącym sezon wyścigu Bathurst 1000 i omal go nie wygrał w pierwszym podejściu. W 1996 roku zaliczył swój pierwszy pełny sezon w wyścigach Supercars (wtedy jeszcze pod nazwą Australian Touring Car Championship) i od razu zdobył w tytuł mistrzowski dokładając do tego jeszcze zwycięstwo w Bathurst 1000.
Po tym sukcesie dość niespodziewanie przeniósł się w 1997 roku do Formuły 3000. Startował w niej w zespole RSM Marko razem z Juanem Pablo Montoyą. Nie odniósł poważnych sukcesów, a brak funduszów sprawił, że nie udało mu się wystartować w kolejnym sezonie.
W tej sytuacji powrócił na dobre do startów w wyścigach V8 Supercars i zdobył w nich dwa kolejne tytuły mistrzowskie (1998 i 1999). Od tego czasu cały czas jest czołowym kierowcą serii, jednak nie zdobywał już kolejnych tytułów mistrzowskich, m.in. ośmiokrotnie zajmując pozycje na niższych stopniach podium.

## Wyniki

### Podsumowanie
| Sezon | Seria                                              | Zespół                        | Starty | PP | Zwyc. | Punkty | Pozycja |
| ----- | -------------------------------------------------- | ----------------------------- | ------ | -- | ----- | ------ | ------- |
| 1993  | Australian Formula Ford Championship               |                               |        |    | 3     | 228    | 1.      |
| 1994  | Australian Drivers' Championship (Formula Brabham) | Brian Sampson                 |        |    |       |        | 4.      |
| 1996  | Australian Touring Car Championship                | Holden Racing Team            | 29     | 3  | 16    | 423    | 1.      |
| 1997  | Formuła 3000                                       | RSM Marko                     | 10     | 0  | 0     | 3      | 17.     |
| 1998  | Australian Touring Car Championship                | Holden Racing Team            | 29     | 2  | 14    | 992    | 1.      |
| 1999  | V8 Supercar Championship Series                    | Holden Racing Team            | 29     | 2  | 10    | 1918   | 1.      |
| 2000  | V8 Supercar Championship Series                    | Holden Racing Team            | 33     | 5  | 10    | 1310   | 3.      |
| 2001  | V8 Supercar Championship Series                    | Gibson Motor Sport            | 29     | 1  | 2     | 1991   | 11.     |
| 2002  | V8 Supercar Championship Series                    | Gibson Motor Sport            | 29     | 0  | 0     | 1051   | 7.      |
| 2003  | V8 Supercar Championship Series                    | Ford Performance Racing       | 22     | 0  | 1     | 1756   | 5.      |
| 2004  | V8 Supercar Championship Series                    | Ford Performance Racing       | 25     | 0  | 0     | 1182   | 20.     |
| 2005  | V8 Supercar Championship Series                    | Triple Eight Race Engineering | 30     | 5  | 6     | 1865   | 2.      |
| 2006  | V8 Supercar Championship Series                    | Triple Eight Race Engineering | 34     | 0  | 5     | 3271   | 2.      |
| 2007  | V8 Supercar Championship Series                    | Triple Eight Race Engineering | 37     | 0  | 6     | 592    | 3.      |
| 2008  | V8 Supercar Championship Series                    | Triple Eight Race Engineering | 37     | 0  | 2     | 2871   | 4.      |
| 2009  | V8 Supercar Championship Series                    | Triple Eight Race Engineering | 29     | 1  | 4     | 2592   | 4.      |
| 2010  | V8 Supercar Championship Series                    | Triple Eight Race Engineering | 27     | 0  | 3     | 2669   | 4.      |
| 2011  | International V8 Supercars Championship            | Triple Eight Race Engineering | 29     | 5  | 5     | 3133   | 2.      |
| 2012  | International V8 Supercars Championship            | Triple Eight Race Engineering | 31     | 5  | 7     | 3522   | 2.      |
| 2013  | International V8 Supercars Championship            | Triple Eight Race Engineering | 36     | 1  | 5     | 2966   | 2.      |
| 2014  | International V8 Supercars Championship            | Triple Eight Race Engineering | 38     | 5  | 3     | 2659   | 4.      |
| 2015  | International V8 Supercars Championship            | Triple Eight Race Engineering | 36     | 4  | 6     | 3008   | 2.      |
| 2016  | International V8 Supercars Championship            | Triple Eight Race Engineering | 29     | 0  | 2     | 2770   | 4.      |
| 2017  | Supercars Championship                             | Triple Eight Race Engineering | 26     | 0  | 0     | 2160   | 10.     |
| 2018  | Supercars Championship                             | Triple Eight Race Engineering | 31     | 1  | 2     | 3225   | 4.      |
| 2019  | Supercars Championship                             | Triple Eight Race Engineering | 5      | 0  | 3     | 828    | 25.     |